# MLS Supplemental Draft
De MLS Supplemental Draft is jaarlijks terugkerend voetbalevenement in de Verenigde Staten           voor de Major League Soccer clubs, waarin ze hun teams kunnen uitbreiden met nieuw gekozen spelers.

## Veranderingen

### 1996-1999
Van 1996 tot 1999 konden alle voetbalspelers in de Verenigde Staten, die speelde in de United Soccer Leagues met de Supplement Draft meedoen, waar ze gekozen konden worden door de Major League Soccer clubs. In 2000 werd de Supplemental Draft met de MLS College Draft samengevoegd en als MLS SuperDraft verdergegaan.

### 2003
In 2003 werd de Supplemental Draft gehouden zodat spelers, die nadat de SuperDraft gehouden is, verdeeld konden worden over de clubs en niet een jaar langer hoefden te wachten. Dit was eenmalig door dat er veel spelers na de SuperDraft zich inschreven.

### 2005-heden
Sinds 2005 is vanwege de uitbreiding van het salarisplafond, de invoering van reserve teams en de limieten op de lengte van SuperDraft, de Supplemental Draft weer ingevoerd. Deze wordt na de SuperDraft gehouden.

## Lijst met Supplemental Drafts
- MLS Supplemental Draft 1996
- MLS Supplemental Draft 1997
- MLS Supplemental Draft 1998
- MLS Supplemental Draft 1999
- MLS Supplemental Draft 2003
- MLS Supplemental Draft 2005
- MLS Supplemental Draft 2006
- MLS Supplemental Draft 2007
- MLS Supplemental Draft 2008